# توماس أبيركرومبي
توماس أبيركرومبي (Thomas J. Abercrombie) (13 أغسطس 1930 - 3 أبريل 2006) من كبار الكتاب والصحفيين والذي قد عمل لدى مجلة ناشيونال جيوغرافيك. كان ابيركرومبي قد اشتهر بعمله في بلاد الشرق الأوسط. خلال فترة عمله لدى الجمعية الجغرافية سافر إلى قارات العالم السبعة، حيث كان أول مصور صحفي يصل إلى القطب الجنوبي في 1956 بينما يتم تغطية رحلة بول سايبل المصورة لأول شتاء يقضيه في القطب الجنوبي. ومن تغطياته المصورة المثيره تغطيته للبحار جاك إيف كوستو وطاقم عمله من على سطح سفينته  كاليبسو  وأول نقل للنمر الأبيض من الهند إلى الولايات المتحدة. ابيركرومبي أول صحفي غربي يستطيع تغطية حج المسلمين إلى مكة المكرمة وذلك في مقالته ما وراء رمال مكة المنشورة عام 1966.

## إسلامه
كان توماس أو عمر يتقن خمس لغات، وقد سافر إلى أكثر من 80 بلدا، وكان أول صحفي يسافر إلى القطب الجنوبي. كان عمر واسع الاطلاع، غزير الثقافة، واقترب من الإسلام أول مرة في حياته عندما اتجه إلى منطقة الشرق الأوسط في رحلة عمل؛ فوقع في أسر القرآن من أول مرة سمعه باللغة العربية. انبهر توماس بسحر الشرق، فنجده يقول:
إن الشرق الأوسط هو مكان شائق جدا لأسباب عدة، ليس أقلها أهمية أن الحضارة والأديان بدأت هناك".
كما تبين له كذب ما ينقله التلفزيون الغربي من صورة سلبية عن الإسلام والمسلمين.